# Phạm Hùng Thắng
Phạm Hùng Thắng (sinh ngày 17 tháng 5 năm 1974) là Đại biểu Quốc hội nước Cộng hòa xã hội chủ nghĩa Việt Nam. Ông hiện là Tỉnh ủy viên, Phó Trưởng Đoàn Đại biểu Quốc hội chuyên trách tỉnh Hà Nam, Ủy viên Ủy ban Khoa học, Công nghệ và Môi trường của Quốc hội, Đại biểu Quốc hội khóa XV từ Hà Nam. Ông từng là Bí thư Đảng ủy Khối các cơ quan tỉnh Hà Nam.
Phạm Hùng Thắng là đảng viên Đảng Cộng sản Việt Nam, học vị Cử nhân Sư phạm, Cao cấp lý luận chính trị. Ông có xuất phát điểm từ nghề giáo, dạy học phổ thông hơn 10 năm trước khi được điều chuyển tham gia tổ chức Đảng, chính quyền địa phương rồi tham gia Quốc hội.

## Xuất thân và giáo dục
Phạm Hùng Thắng sinh ngày 17 tháng 5 năm 1974 tại xã Diễn Phúc, huyện Diễn Châu, tỉnh Nghệ An. Ông lớn lên và tốt nghiệp phổ thông ở Diễn Châu, theo học Trường Đại học Sư phạm Hà Nội và tốt nghiệp Cử nhân Sư phạm chuyên ngành Ngữ văn vào năm 1996. Ông được kết nạp Đảng Cộng sản Việt Nam vào ngày 7 tháng 10 năm 2006, trở thành đảng viên chính thức sau đó 1 năm, từng theo học các khóa chính trị ở Học viện Chính trị Quốc gia Hồ Chí Minh và tốt nghiệp Cao cấp lý luận chính trị. Hiện ông thường trú ở phường Lam Hạ, thành phố Phủ Lý, tỉnh Hà Nam.

## Sự nghiệp
Tháng 9 năm 1996, sau khi tốt nghiệp Sư phạm Hà Nội, Phạm Hùng Thắng tới Điện Biên, là Giáo viên Trường Trung học phổ thông Mường Ảng ở huyện Tuần Giáo. Ông vừa dạy học, vừa công tác Đoàn Thanh niên Cộng sản Hồ Chí Minh, là Bí thư Đoàn trường. Đến tháng 6 năm 2004, ông được điều tới Trường Trung học phổ thông Búng Lao của huyện Tuần Giáo làm Phó Hiệu trưởng. Vào tháng 1 năm 2007, ông rời Điện Biên sau hơn 10 năm công tác, tới tỉnh Hà Nam, được chuyển đổi từ viên chức sang công chức thuộc Tỉnh ủy Hà Nam, bổ nhiệm làm Chuyên viên Phòng Tổng hợp của Văn phòng Tỉnh ủy Hà Nam. Tháng 5 năm 2010, ông thăng chức làm Phó trưởng Phòng Tổng hợp của Văn phòng Tỉnh ủy, rồi Trưởng phòng từ tháng 10 cùng năm, đồng thời là Ủy viên Ban Chấp hành Đảng bộ Văn phòng Tỉnh ủy, Bí thư chi bộ Phòng Tổng hợp. Tháng 10 năm 2014, ông được bổ nhiệm làm Phó Chánh Văn phòng Tỉnh ủy, là Phó Chủ nhiệm Ủy ban Kiểm tra Đảng ủy, Chủ tịch Công đoàn cơ quan Văn phòng Tỉnh ủy Hà Nam.
Tháng 6 năm 2020, Phạm Hùng Thắng nhậm chức Bí thư Đảng ủy Khối các cơ quan tỉnh Hà Nam, đến tháng 9 tại Đại hội Đảng bộ tỉnh lần thứ XX, nhiệm kỳ 2020–2025, ông được bầu vào Ban Chấp hành Đảng bộ tỉnh. Năm 2021, với sự giới thiệu của Ủy ban Mặt trận Tổ quốc Việt Nam tỉnh, ông tham gia ứng cử đại biểu Quốc hội từ Hà Nam, thuộc đơn vị bầu cử số 1 gồm thành phố Phủ Lý, huyện Thanh Liêm, Bình Lục, rồi trúng cử Đại biểu Quốc hội khóa XV với tỷ lệ 86,43%. Ngày 23 tháng 7 năm 2021, ông được phê chuẩn làm Ủy viên Ủy ban Khoa học, Công nghệ và Môi trường của Quốc hội và Phó Trưởng Đoàn Đại biểu Quốc hội chuyên trách tỉnh Hà Nam.